# József Tóth
József Tóth (Mosonmagyaróvár, 2 de dezembro de 1951 — 11 de agosto de 2022) foi um futebolista profissional magiar que atuava como defensor.

## Carreira
József Tóth fez parte do elenco da Seleção Húngara de Futebol, da Copa de 1978 e 1982.